# Titoizmus
A titoizmus a Josip Broz Tito nevével jelzett társadalmi (gazdasági és politikai) rendszer és annak ideológiája Jugoszláviában a hidegháború alatt. A fogalmat eredetileg pejoratív értelemben használták a szovjetek a Jugoszláviával való konfliktus idején (1948–1955), a trockizmussal és fasizmussal egy kategóriában emlegetve.
Noha a rendszer megnevezését Tito nevéből származtatjuk, annak kidolgozásában nem ő játszotta a főszerepet. Kezdetben Milovan Gyilasz és Mosa Pijade, később – lévén hogy Gyilasz szakított Titóval, Pijade pedig elhunyt – Edvard Kardelj lett a rendszer fő ideológusa.

## Általános jellemzők
A titoizmust mint rendszert és mint ideológiát egyértelműen a kommunista/szocialista gondolatkörbe sorolhatjuk. Ezen kívül fontos meghatározója, hogy a királyi Jugoszlávia alternatívájaként, és a második világháborúban a délszláv térségben vadul tomboló nemzeti, vallási alapú gyűlölködés ellenében jött létre.
Mindezért fontos jellemzője, hogy valamilyen egyensúlyt próbált találni, a különböző nemzeti érzelmek között. Ezen felül érvényesítette a Tito, valamint közeli munkatársai ill. a kommunizmus internacionalizmusát, és bizonyos értelemben anacionalizmusát. (A titoizmus egyik kedvenc szállóigéje volt: „nem számít, hogy ki milyen nemzetiségű, az a fontos, hogy Ember (nem teljesen visszaadható fordulata a szerb nyelvnek, azt jelenti, hogy emberi, becsületes stb.) legyen”. Az egyházakat tolerálta, de olyan körülményeket teremtett, amelyek azok sorvadásához vezettek.
A nemzeti ellentéteket államjogi szempontból a föderalizmus bevezetésével is amortizálni próbálta, viszonylag sikeresen. (Ebbe bele akarta vonni Bulgáriát, Albániát, sőt Romániát is a második világháború után.)
Fontos körülmény, hogy a titoizmusban, annak ellenére, hogy akarták, nem sikerült gazdasági értelemben új rendszert teremteni, ezért nem tekinthetjük teljes politikai, gazdasági rendszernek, mint amilyen például a sztálinizmus.
Az érett titoizmus négy pilléren nyugodott. Ezek a következők:
- szocializmus
- föderalizmus
- munkásönigazgatás a termelő üzemekben, majd ennek kiterjesztése az ország politikai életére és a köztársaságok egymás közti viszonyára.
- el nem kötelezettség (tagság az el nem kötelezettek mozgalmában)

## Története
A titoizmust nem kezelhetjük monolit képződményként, mert fennállásának több mint negyven éve alatt változott, ezért érdemes szakaszokra bontani a fejlődését.

### A titoizmus szakaszai
- 1944–1946 korai titoizmus. Ez lényegében véve nem más, mint a sztálinizmus helyi alkalmazásának kísérlete.
- 1946–1949/50 sztálinista titoizmus. Ebben a szakaszban összeállt a sztálinista rendszer, és a sztálinizmustól eltérő különbözőségek felszámolása folyik. A sztálinizmus lendülete olyan nagy, hogy a Sztálinnal való szakítás után sem áll le egyből. A titoizmusban ez a fajta totalitarizmus a későbbiekben módosul, kifinomultabb lesz, de nem tűnik el belőle.
- 1950–1955 a kiútkeresés szakasza. Ekkor fogalmazódik meg az önigazgatás és az el nem kötelezettség ideája, amitől a titóizmus egyedivé válik.
- 1955–1980 az „aranykori titóizmus”. Ebben a szakaszban alakul ki az a rendszer, amire más szocialista országok lakói irigykedve és csodálattal tekintettek, és amire ma is szívesen emlékeznek az egykori Jugoszlávia lakói. E szakasz belső periodizációja is lehetséges gazdasági, jogi, és társadalmi és politikai szempontból. Gazdasági szempontból az 1960-as évek a sorsfordítóak, mert ekkor alakul ki a viszonylagos jólét. Jogi, államjogi szempontból 1963 és 1974 jelentenek belső korszakhatárt, ugyanis az ország a lazább föderáció irányában mozdul el. Politikai szempontból 1966 jelent korszakhatárt, amikor Tito minden jelentősebb régi harcostársától már megvált. Társadalmi szempontból az 1968 és 1971 közötti időszak érdekes, mert ekkor születnek meg a negatív válaszok, a nagyobb demokrácia és a nagyobb nemzeti függetlenség kihívásaira. Egyszersmind ekkor veszti el a rendszer a rá addig jellemző változóképességet.
- 1980–1989 a kései titóizmus. Tito 1980-ban bekövetkezett halála után, minden lényeges politikai, társadalmi tényező, szervezet, intézmény a titói út folytatása mellett tesz hitet. Ezt a korszakot talán a „Titó után is Titó” korszakának nevezhetjük, ugyanis ez volt a fő szlogenje a rendszernek. Azonban a titóizmus eróziója még 1980-ban elkezdődött egyrészt azzal, hogy a koszovói albánok köztársasági státuszt követeltek maguknak, amit a többi köztársaság vezetése mereven elutasított, másrészt pedig azzal, hogy gazdasági nehézségek alakultak ki. A kései titóizmus fokozatosan csúszik a nemzeti alapú konfrontációba. A végét az 1989-ben megtartott tömeges rendezvényre tehetjük, amikor a koszovói (rigómezei) csata 600. évfordulóját ünnepelték. Az új nacionalista vezér, Szlobodan Milosevics, aki titóista alapokról indult, egyértelműen az egyik nemzet érdekeit próbálta érvényesíteni a többiek ellenében. Ezzel végképp felbomlott a titóista egyensúly.

## A titoizmus hatásai
- A Szovjetunióval való szakítás után, 1955-től a Szovjetunió elismerte azt a lehetőséget, hogy létezhet más útja is a szocializmus/kommunizmus kiépítésének mint az övé.
- Tito és rendszere példaként szolgát Gomulka, Kádár János, Dubček és más egyéni érdekeiket valamilyen módon érvényesíteni akaró kommunista politikusoknak.
- Az El nem kötelezettek mozgalmában való kezdeményező szerepe miatt mind Tito mind az ország hatalmas tekintélyt vívott ki, elsősorban Afrikában, a Közel-Keleten, sőt az egész világon. A mozgalommal a nagyhatalmaknak is számolniuk kellett.
- Minden mai posztjugoszláv tagköztársaságban létezik az ún. Jugo-nosztalgia.
- A nemzeti kérdés, és érzelmek kezelésében a titóizmus több kardinális hibát vétett. Egyrészt nem hagyta a különböző közösségek párbeszédének kialakulását, hanem a kommunista párt akaratát erőszakolta rá mindenkire, ezért amikor megszűnt az erős központi érdekérvényesítés, azok vulkánként törtek ki. Másrészt a „nemzeti kulcsok” alkalmazásával számos tehetséges embert elidegenített magától, ezzel a későbbi konfliktusok kialakulását mozdította elő. A nemzeti érzelmek kimutatását korlátozta.
- Pazarló gazdaságpolitikát folytatott, ennek következményei ma is többé kevésbé érzékelhetők a jugoszláv utódállamokban.
- Jó kapcsolatokat tartott fenn diktátorokkal, ezzel mintegy hitelesítette azok rendszereit. Románia esetében ez azt is jelentette, hogy hallgatólagosan támogatta az ottani délszláv kisebbségek elrománosítását.
- Végül mindenekfelett diktatúra volt, a demokratikus elemek csak díszként szolgáltak, ezért hajlamos a posztjugoszláv térség lakossága egy vezért követni, és ezért olyan könnyű demagógiával manipulálni.